# Boris Kaminski
Boris Kaminski (* 26. September 1977) ist ein deutscher Basketballtrainer und -funktionär.

## Laufbahn
Kaminski spielte als Jugendlicher Tennis. Im Dezember 2021 sprach er öffentlich darüber, im Alter von zehn bis 13 Jahren mehr als 100 Mal durch seinen damaligen Tennistrainer sexuell missbraucht worden zu sein, teilweise unter Anwendung körperlicher Gewalt und unter Erstellung von Fotos. Die Taten waren verjährt, aber es sei ihm ein Anliegen und der Grund für den Gang in die Öffentlichkeit, dass Kinder im Sport besser geschützt würden. Kaminski gab gegenüber dem Deutschlandfunk an, später versucht zu haben, die Erinnerungen an die Vorgänge mithilfe von Rauschmitteln und übermäßigem Sporttreiben zu verdrängen. Zeitweise habe er Gedanken an einen Freitod gehabt.
Bis zum Jahr 2000 spielte Kaminski Basketball beim GV Waltrop und trainierte gleichzeitig Jugendmannschaften. Von 2000 bis 2005 war er als Spieler und Trainer in Köln aktiv, während er an der Sporthochschule Köln Sportwissenschaft mit den Schwerpunkten Training und Leistung studierte. 2004 führte er die Regionalliga-Damen des Vereins DJK Köln-Nord zur Vizemeisterschaft. Von 2005 bis Februar 2008 betreute er als Trainer die Herrenmannschaft des GV Waltrop in der Regionalliga. Im Februar 2008 übernahm er das Traineramt beim FC Schalke 04 in der 2. Bundesliga ProA. Im Januar 2009 kam es zur Trennung, zu diesem Zeitpunkt standen die „Königsblauen“ auf dem letzten Tabellenrang.
Beginnend mit der Spielzeit 2009/10 saß Kaminski als Cheftrainer bei den Hertener Löwen auf der Bank. In seinem ersten Jahr führte er die Mannschaft als Tabellenzweiter der 2. Bundesliga ProB zum sportlichen Aufstieg in die ProA. Allerdings wurde aus dem Sprung in die ProA nichts, da den Löwen die Lizenz für die zweithöchste Klasse nicht erteilt wurde. 2010/11 kam Herten unter Kaminski ins Playoff-Viertelfinale der ProB, 2011/12 wurde das Halbfinale erreicht.
Im Vorfeld der Saison 2012/13 wechselte Kaminski zu den Dragons Rhöndorf (ebenfalls ProB). Trotz fehlender sportlicher Qualifikation (Ausscheiden im Playoff-Achtelfinale) erhielten die Drachen in Hinblick auf die Saison 2015/16 das Spielrecht für die ProA zugesprochen und verließen somit die ProB nach oben. 2015 wurde er Mitglied eines gemeinsamen Spitzensportausschusses des Deutschen Basketball-Bundes, der Basketball-Bundesliga, der 2. Basketball-Bundesliga sowie der Landesverbände, welcher den Ligen und Verbände beratend zur Seite stand. Im Januar 2016 trat Kaminski vom Cheftrainerposten in Rhöndorf zurück. Unter seiner Leitung hatten die Rhöndorfer bis dahin zwei Siege und 16 Niederlagen in der ProA verbucht. Zwei Monate nach seinem Rücktritt als Trainer kehrte Kaminski zu den Drachen zurück und trat das Amt des Geschäftsführers Sport der Betreibergesellschaft Dragons Marketing GmbH an. Zum 31. Juli 2017 gab er dieses Amt ab, um ein berufliches Angebot außerhalb des Basketballs anzunehmen.
Im Sommer 2017 gehörte er als Co-Trainer zum Stab der deutschen A2-Nationalmannschaft, die den Deutschen Basketball Bund bei der Sommer-Universiade 2017 in Taipeh vertrat. Nach mehreren Jahren Basketballpause brachte sich Kaminski im Jahr 2020 in die Arbeit des Vereins DJK Löwe Köln ein. Im Juni 2021 wurde er Assistenztrainer des Damen-Basketball-Bundesliga-Aufsteigers Rheinland Lions, die sich im Januar 2023 in Folge eines Insolvenzverfahrens mit sofortiger Wirkung vom Spielbetrieb abmeldeten.
Im Sommer 2023 übernahm er das Cheftraineramt beim Damen-Bundesliga-Aufsteiger Orthomol Wings Leverkusen. Im Januar 2025 beendete er seine Tätigkeit bei den Rheinländerinnen, nachdem man zuvor vier Spiele in Folge verloren hatte.